# Sông Hinh (xã)
Sông Hinh là một xã thuộc tỉnh Đắk Lắk, Việt Nam.
Xã Sông Hinh có diện tích 255,46 km², dân số năm 1999 là 1.831 người, mật độ dân số đạt 7 người/km².